# Macalpinomyces tristachyae
Macalpinomyces tristachyae är en svampart som beskrevs av Vánky & C. Vánky 1997. Macalpinomyces tristachyae ingår i släktet Macalpinomyces och familjen Ustilaginaceae.   Inga underarter finns listade i Catalogue of Life.